# Teodora II.
Teodora II. (grško Θεοδώρα [Teodóra])  je bila žena bizantinskega cesarja Teofila in od Teofilove smrti leta 842 do leta 855 regentka za svojega sina Mihaela III.,  * okoli 815,  Paflagonija, † 15. februar 867, Konstantinopel.
Zaradi ponovnega dovoljenja čaščenja ikon, s katerim se je končal bizantinski ikonoklazem, jo Vzhodna pravoslavna cerkev časti kot svetnico. Praznuje se 11. februarja. 

## Družina
Teodora je bila rojena v paflagonski armenski aristokratski družini. Imena njenih staršev, drungarija Marina in Teoktiste Florine,  so se ohranila v Teofanu Kontinuatu, nadaljevanju kronike, ki jo je začel pisati Teofan Spovednik. Nekateri sodobni rodoslovci trdijo, da je bila njena družina povezana z armenskim plemiškim klanom Mamikonijan, vendar se tega ne da dokazati z verodostojnimi viri.  Marin je bil domnevno sin Artabazda Mamikonijana, ki je bil poglavar družine v 770. letih..  Artabazd je vodil obsežen armenski upor proti Abasidskemu kalifatu, ki je doživel zlom v bitki pri Bagrevandu leta 775. Po porazu je družina izgubila moč in mnogo njenih članov se je zateklo v Konstantinopel. Teofilov vodilni general Manuel Armenec je bil Teodorin stric. Teodora je imela brata Barda in Petrona in sestre Kalomarijo, Sofijo in Ireno, Slednja je bila poročena s Sergejem, bratom konstantinopelskega patriarha Fotija.

## Poroka
Leta 829 je bizantinski prestol nasledil Teofil. Imel je šestnajst let in bil neporočen. Naslednje leto je njegova mačeha Eufrozina priredila predstavo nevest, katere so se udeležile možne  neveste iz celega cesarstva, med njimi tudi Teodora. Na predstavi, ki je potekala maja 830, je bila za cesarjevo nevesto izbrana Teodora. Poroka je bila 5. junija 830 v Hagiji Sofiji. Eufrozina se je po poroki umaknila v samostan in Teodora je postala edina augusta. 

## Cesarjeva žena
Zgleda, da se je s Teodoro na dvor preselila tudi njena družina. Brata sta postala dvorna uradnika, sestre pa so se poročile z dvornimi aristokrati. V zakonu s Teofilom je rodila pet hčera in dva sina. Najmlajši sin je bil bodoči cesar Mihael III..
Teodora je kljub temu, da je bil njen mož ikonoklast, še vedno častila ikone, ki jih je hranila v svojih prostorih v cesarski palači. Eden od njenih dvorjanov naj bi jo zato zatožil cesarju. Ko je Teofil od nje zahteval pojasnilo, je odgovorila, da se je »morda igrala s punčkami«. Njeni ikoni, ki ju je pred tem hranila v samostanu  Vatopedi na gori Atos, so od takrat imenovali »Teodorini punčki« in ju so vsako leto razkazovali na Dan pravoslavja.  
Domneva se, da se je Teodora pri možu zavzela za rešitev meniha in ikonopisca Lazarja Konstantinopelskega  pred nadaljnjim mučenjem. Kako sta njuni nasprotujoči si verski prepričanji vplivali na njune odnose, ni znano. Teofilovo zdravje se je čez nekaj let  hitro poslabšalo in 20. januarja 842 je umrl, star približno devetindavajset let. 

## Regentka
Po moževi smrti je Teodora postala regentka za svojega sina Mihaela III.. Ukinila  je Teofilovo ikonoklastično  politiko in sklicala cerkveni zbor pod vodstvom patriarha Metodija, na katerem so dovolili globoko spoštovanje ikon s podobami Jezusa Kristusa in svetnikov, njihovega oboževanja pa ne. Ikonoklastično duhovščino so odstavili. 
Vladala je odločno in razsodno. Ponovno je napolnila državno blagajno in odvrnila Bolgare od napada na cesarstvo. Med njenim regantstvom se je začelo energično preganjanje heretičnih pavličanov.
Da bi ohranila svojo moč, je namenoma  zanemarjala izobraževanje svojega sina. Posledica tega je bilo njegovo pohotno obnašanje, ki se je razvilo pod vplivom Teodrinega brata Barda in družinske dediščine.
Teodora je se je trudila spodkopati Bardovo moč, vendar ji to ni uspelo. Zaradi spletk proti njemu so jo leta 855 odstavili s položaja regentke in zaprli v samostan Gastria. Po Bardovem umoru, ki ga je zagrešil Bazilij I., je umrla tudi ona. Z njeno smrtjo je izumrla tudi Amorijska dinastija, ki jo je na vsak način poskušala ohraniti. 
Pravoslavna cerkev jo je zaradi njene verske gorečnosti in ukinitve ikonoklazma razglasila za svetnico. Praznuje se  11. februarja.  

## Otroci
Teodora in Teofil sta imela sedem otrok:
- Konstantina, socesarja od okoli 833 do okoli 835,
- Teklo (* okoli 831, † okoli 867), ki je bila med regentstvom svoje  matere imenovana za avgusto. Kasneje jo je brat Mihael izgnal v samostan. Po vrnitvi je postala ljubica cesarja Bazilija I. Makedonca.
- Ano (* okoli 832), izgnano v samostan Gastria, od koder se ni vrnila.
- Anastazijo (* okoli 833), izgnano v samostan Gastria, od koder se ni vrnila.
- Pulherijo (* okoli 836), izgnano v samostan Gastria, od koder se ni vrnila.
- Marijo (* okoli 838), poročeno s kaisarjem Aleksejem Mozelom. Mož je bil imenovan za komandatnta Sicilije. Kasneje so ga obtožili rovarjenja proti prestolu in ga prisilno upokojili in zaprli v samostan. Ko se Marijine sestre leta 856 pregnali z dvora, ni bila več živa.
- Mihaela III. (* 19. Januar 840, † 23./24. september 867), ki je nasledil bizantinski prestol.

## Relikvije
Relikvije sv. Teodore so v katedrali Najsvetejšega Teotoka Speliotisa  na Krfu, Grčija. Relikvije se vsako leto na nedeljo Zmage pravoslavja (prva postna nedelja)  v procesiji nosijo po mestu.